# Adem Ören
Pour les articles homonymes, voir Oren.
Adem Ören, né le 8 novembre 1979, à Amasya, en Turquie, est un joueur turc de basket-ball. Il évolue aux postes d'ailier fort et de pivot.

## Palmarès
- EuroChallenge 2012
- Champion de Turquie 2012
- Coupe de Turquie 2012